# Saló Internacional del Còmic de Barcelona de 2010
El 28è Saló Internacional del Còmic de Barcelona se celebrà del dijous 6 al diumenge 9 de maig de 2010 al Pavelló 8 de la Fira de Barcelona. Fou inaugurat pel conseller de Cultura de la Generalitat Joan Manuel Tresserras.
El cinema, la música i els videojocs foren els grans protagonistes d'aquesta edició del Saló. Per una banda, la gran exposició "Còmics en cartellera" va mostrar l'estreta relació entre el 7è i el 9è art, posant especial èmfasi a pel·lícules basades en còmics de recent o pròxima estrena. Les tres pel·lícules protagonistes de l'exposició foren el western Jonah Hex, basat en el còmic homònim que dibuixava Jordi Bernet; Los Perdedores, pel·lícula homònima basada en el còmic d'Andy Diggle i Jock; i Iron Man 2, amb dibuixos de Salvador Larroca. Addicionalment, el cicle Comicine va projectar diversos migmetratges i documentals relacionats amb el còmic. El Saló també va presentar el documental María y yo, basada en la novel·la gràfica homònima de Miguel Gallardo sobre la seva filla autista, i la pel·lícula El gran Vázquez, sobre la vida del dibuixant Manuel Vázquez, interpretat per l'actor Santiago Segura. També les pel·lícules Kick-Ass i The A-Team tingueren el seu propi espai al Saló. En el cas de The A-Team, basada en la popular sèrie homònima dels anys 1980, la distribuïdora Fox va exposar una rèplica de la popular furgoneta GMC Vandura de 1983, de color negre i amb la seva característica franja vermella, tota una icona de la sèrie. Pel que fa a La guerra de les galàxies, també present al Saló, la saga galàctica fins i tot va comptar amb una exposició pròpia per commemorar el 30è aniversari de L'Imperi Contraataca. La commemoració va comptar a més amb la presència dels actors Nalini Krishan i Anthony Forrest.
L'altra gran exposició del Saló tenia per títol "Els ritmes del còmic" i va mostrar la relació entre el còmic i la música, exhibint còmics dedicats a cantants, mostrant la presència de la música en sèries de còmic o fins i tot exposant vinils dissenyats per autors de còmic. Entre d'altres, la mostra va incloure originals del còmic Ultimate Estopa (Panini), dedicat al grup Estopa i on el duo musical compta amb poders especials. Aprofitant l'ocasió, els cantants d'Estopa va fer acte de presència al Saló per tal de signar exemplars del nou còmic. El Saló va completar aquesta edició dedicada a la música amb un escenari amb tot un repertori de concerts repartits al llarg dels 4 dies del certamen on, per exemple, va tocar el grup Sidonie.
Pel que fa als videojocs, el Saló els va reservar el seu propi espai, en el qual es presentaren les novetats per a la consola XBOX 360. L'espai també va incloure una exposició d'il·lustracions d'Alfonso Azpiri per a videojocs i una mostra de videojocs holandesos.
Tot i el gran protagonisme dels mitjans audiovisuals en aquesta edició, un altre gran protagonisme el va acaparar el dibuixant francès Jacques Tardi, que tornava a fer acte de presència al Saló després de 16 anys, quan el 1994 el Saló havia exhibit l'exposició Le Paris de Tardi. En aquesta ocasió, Tardi va venir a presentar el còmic Putain de guerre ! i va comptar amb una exposició pròpia a un refugi antiaeri de Badalona.
El director del Saló Carles Santamaría, va comentar respecte a la comercialització del certamen, fortament dominat pels mitjans audiovisuals, que «el nostre objectiu és agafar el millor del model de festival cultural que representa Angulema i les comic conventions nord-americanes. Amb aquest combinació, Santamaría va aconseguir repetir el rècord de públic del Saló, fixat 100.000 visitants.

## Invitats d'honor
La present edició comptà amb Euskadi i els Països Baixos com a invitats d'honor. Ambdós països disposaren d'un estand propi. A l'estand d'Euskadi, de 150 m², s'hi podia veure una mostra de material promocional i institucional imprès. L'espai va comptar també amb una sala d'actes amb presentacions i conferències, i una zona dedicada a exposicions, on es va mostrar el treball de 22 autors diferents, des dels més clàssics fins als més joves i desconeguts. També l'estand d'Holanda va comptar amb un gran espai dedicat a exposicions. Una d'elles duia per títol "Jo" i va comparar l'obra de 4 dibuixants dels Països Baixos amb l'obra de diversos autors espanyols. Els autors holandesos participants en l'exposició foren Peter Pontiac, Gerard Leever, Barbara Stok i Flo; i els autors espanyols Miguel Gallardo, Daniel Torres, Ken Niimura, Cristina Durán, i Miguel A. Giner Bou. La mostra va tractar el còmic autobiogràfic i pretenia indagar sobre el fet d'ésser el protagonista del pròpi còmic. Amb aquesta finalitat, cada autor va dibuixar 4 pàgines d'ell mateix. També hi va haver una exposició dedicada a Dick Matena, autor holandès conegut per passar al còmic gran obres de la literatura.

## El cartell
Ficomic encarregà el cartell a Ana Miralles, que en l'anterior edició havia sigut premiada amb el Gran Premi del Saló. Miralles va fer a la dona la protagonista del cartell, que mostra una relaxada jove estirada al llit, llegint tranquil·lament un còmic. Segons Miralles, el cartell li va sortir de manera natural i comentava que «al principi estava espantada perquè pensava que hauria de fer a algú amb un pijama de colors volant o a una multitud apretada, però un cop superat el complex em vaig plantejar la història d'una noia que tornava del saló i estava llegint a casa seva».

## Exposicions
- Còmics en cartellera. Exposició dedicada a mostrar la relació entre el còmic i el cinema, que darrerament s'havia intensificat molt degut a les nombroses estrenes de pel·lícules de superherois provinents de l'univers de Marvel Comics i DC Comics. Un apartat fou dedicat a Iron Man 2 i va mostrar originals del dibuixant Salvador Larroca. Una altra secció fou dedicada al western Jonah Hex, basat en el personatge homònim de DC, i va mostrar originals de Jordi Bernet. També, una altra part de l'exposició fou dedicada a la pel·lícula The Losers, una adaptació de la novel·la gràfica homònima dels personatges de DC escrita per Anndy Diggle. La mostra va exhibir originals dels autors estatunidencs Andy Diggle i Jock.[1]

- Els ritmes del còmic. Exposició dedicada a mostrar la relació entre el món del còmic i la música. El contingut fou format per pàgines de sèries i personatges amb una forta presència de música, una mostra de còmics biogràfics de cantants i fins i tot vinils amb dissenys i dibuixos d'autors de còmic. Alguns dels autors que incloïa la mostra foren els autors underground Gilbert Shelton, Robert Crumb o Max, i també l'autor clàssic Harold Foster. Algunes pàgines originals que es van poder veure pertanyien a Krazy Kat, El Jabato o els barrufets. L'exposició fou comissariada per Miguel Jurado i va incloure un escenari amb un programa de música en directe que es va repartir al llarg dels 4 dies de durada del certamen.

- By Vázquez. Exposició dedicada al dibuixant Vázquez amb motiu del 15è aniversari de la seva mort. L'exposició sobre Vázquez, un dels autors més importants de l'escola Bruguera, va mostrar originals dels personatges més cèlebres de l'autor, com Las hermanas Gilda, La familia Cebolleta, Anacleto, agente secreto o La abuelita Paz. L'exposició sobre Vázquez s'avançava a l'estrena de la pel·lícula El gran Vázquez, prevista pel 24 de setembre i interpretada per Santiago Segura.

- El príncep valent. Exposició dedicada al Príncep Valent, gran clàssic del còmic estatunidenc creat per Harold Foster el 1937. L'exposició va contenir molts originals de l'autor.

- 30è aniversari de Star Wars. Exposició dedicada a l'univers de La guerra de les galàxies, amb motiu del 30è aniversari de la pel·lícula L'Imperi Contraataca.

- Joso goes to Hollywood. Exposició dedicada a l'Escola de Còmics Joso i als autors que han sortit d'ella.

- Corto Maltés. Exposició dedicada a Corto Maltès, l'aventurer heroi creat per Hugo Pratt el 1967.[1]

### Exposicions dels guanyadors del Saló del Còmic de 2009
- Ana Miralles. Exposició dedicada a Ana Miralles, la darrera guanyadora del Gran Premi del Saló. Va mostrar pàgines de còmic i il·lustracions de l'autora.

- Las serpientes ciegas. Exposició consagrada al còmic Les serps cegues, dels autors Felipe Hernández Cava i Tomeu Seguí Nicolau. El còmic va obtenir el premi a la millor obra  i el premi al millor guió. A més, posteriorment també fou recompensat amb el Premi Nacional del Còmic.

- La revolución de los pinceles. Exposició dedicada al còmic de Pere Mejan i Josep Busquet. El còmic fou doblement recompensat, amb el premi al millor dibuix i el premis a l'autor revelació.

- Rantifuso. Exposició dedicada a la publicació amateur guardonada amb el premi al millor fanzine.

### Exposicions fora del recinte firal
- Puta guerra!. L'exposició mostrà 50 originals antibèl·lics del còmic francès Putain de guerre !, amb il·lustracions de Jacques Tardi i guió de Jean-Pierre Verney. El còmic, que tracta les misèria de les trinxeres a primera guerra mundial, fou presentat al Saló amb la presència de Tardi. L'exposició es va poder veure del 5 al 30 de maig al Refugi de Badalona (plaça de la Vila), que fou un antic refugi antiaeri durant la gerra civil i que és l'indret on estava previst que pròximament acolliria el Museu del Còmic i la Il·lustració de Catalunya.[10][7]

- Alternatives de paper. El FAD va exhibir una mostra que va comparar l'obra del dissenyador Xavier Mariscal amb l'il·lustrador holandès Joost Swarte. Es va poder veure fins al 19 de maig.

A més de les anteriors exposicions, diverses galeries del Raval exposaren també obres relacionades amb el còmic. La galeria La Cruda mostrà l'obra del col·lectiu Lamelos. La galeria Roomservis exposà l'obra de René Winding. El local Xina Art exposà treballs de Typex i la galeria RAS mostrà l'exposició Chicas del Polder, amb vinyetes de 4 dibuixants.

## Invitats
Moebius, Gilbert Shelton, Bastien Vivès, Jeff Smith, Lewis Trondheim, Jacques Tardi, Jock, Andy Diggle, Charles Berberian, Gail Simone, Jene Ha, Gillaume Trouillard, Ivan Reis, Jean Pierre Verney, Tanino Liberatore i Merwan Chabane.

## Palmarès
El Gran Premi del Saló tingué una dotació econòmica de 6.00 EUR. Els premis a la millor obra, autor revelació, millor guió i millor dibuix comptaren tots amb una dotació econòmica de 3.000 EUR. Els premis a la millor revista i millor fanzine comtaren amb una dotació de 1.200 EUR. La resta de premis no van tenir cap dotació econòmica.
La gran triomfadora d'aquesta edició fou la novel·la gràfica El arte de volar d'Antonio Altarriba i Kim, que es va emportar els tres premis als quals aspirava: Millor obra, Millor guió i Millor dibuix.

### Gran Premi del Saló
- Ana Miralles

### Millor obra
| Títol               | Autor                                | Editorial          |
| ------------------- | ------------------------------------ | ------------------ |
| El arte de volar    | Antonio Altarriba Kim                | Edicions de Ponent |
| El vecino 3         | Santiago García Pepo Pérez           | Astiberri          |
| Endurance           | Luis Bustos                          | Planeta DeAgostini |
| Ken Games 1: Pierre | José Manuel Robledo Marcial Toledano | Diábolo Ediciones  |
| Las calles de arena | Paco Roca                            | Astiberri          |

### Millor obra estrangera
| Títol                    | Títol original                                         | Autor                        | Editorial          | País         |
| All Star: Superman       | All Star: Superman                                     | Grant Morrison Frank Quitely | Planeta DeAgostini | Estats Units |
| El gusto del cloro       | Le Goût du chlore                                      | Bastien Vivès                | Diábolo            | França       |
| Génesis                  | The Book of Genesis                                    | Robert Crumb                 | La Cúpula          | Estats Units |
| Pinocchio                | Pinocchio                                              | Winshluss                    | La Cúpula          | França       |
| The Acme Novelty Library | The Acme Novelty Library annual report to Shareholders | Chris Ware                   | Reservoir Books    | Estats Units |

### Premi Josep Toutain a l'Autor revelació
| Autor          | Títol                                | Editorial          |
| -------------- | ------------------------------------ | ------------------ |
| Íñigo Aguirre  | Ibéroes 01: La guerra de las rosas   | SD                 |
| Álvaro Ortiz   | Julia y la voz de la ballena         | Edicions de Ponent |
| Tomeu Pinya    | Un pueblo blanco. El bar del barbudo | Planeta DeAgostini |
| Max Vento      | Actor aspirante noches de citas      | Dolmen             |
| Alfonso Zapico | La guerra del professor Bertenev     | Dolmen             |

### Millor fanzine
| Títol          |
| -------------- |
| Adobo          |
| Andergraün     |
| Carne líquida  |
| El Dios Mofeta |
| Gato Negro     |

### Millor guió
| Títol                  | Autor               | Editorial          |
| ---------------------- | ------------------- | ------------------ |
| El arte de volar       | Antonio Altarriba   | Edicions de Ponent |
| El vecino 3            | Santiago García     | Astiberri          |
| Ken Games 1: Pierre    | José Manuel Robledo | Diábolo            |
| Las calles de arena    | Paco Roca           | Astiberri          |
| Silvio José, emperador | Paco Alcázar        | El Jueves          |

### Millor dibuix
| Títol               | Autor             | Editorial          |
| ------------------- | ----------------- | ------------------ |
| El arte de volar    | Kim               | Edicions de Ponent |
| El juego de la luna | José Luis Munuera | Astiberri          |
| Ken Games 1: Pierre | Marcial Toledano  | Diábolo            |
| La isla sin sonrisa | Enrique Fernández | Glénat             |
| Las calles de arena | Paco Roca         | Astiberri          |

### Millor revista de/o sobre còmic
| Títol           | Editorial |
| --------------- | --------- |
| Chultu          |           |
| Dibus!          |           |
| Dolmen          | Dolmen    |
| Dos veces breve |           |
| Le Potage       |           |

### Millor llibreria especialitzada
| Llibreria           | Ciutat |
| ------------------- | ------ |
| Espacio Sins Entido | Madrid |
| Joker               |        |
| Madrid Comics       |        |
| Norma Comics Lleida |        |
| Universal           |        |

### Millor divulgació
| Llista de nominats |
| ------------------ |
| Manuel Barrero     |
| Borja Crespo       |
| Pepo Pérez         |
| Entrecomics        |
| Yexus              |

### Premi del Públic
| Categoria              | Títol                                | Autor                                    | Editorial          | Ref.   |
| ---------------------- | ------------------------------------ | ---------------------------------------- | ------------------ | ------ |
| Millor obra            | El juego de la luna                  | Enrique Bonet i José Luis Munuera        | Astiberri          | [ 12 ] |
| Millor obra estrangera | El increíble Hércules: Amor y Guerra | Clayton Henry, Fred Van Lente i Greg Pak | Panini             | [ 12 ] |
| Autor revelació        | Un pueblo blanco. El bar del barbudo | Tomeu Pinya                              | Planeta DeAgostini | [ 12 ] |
| Millor guió            | El Juego de la Luna                  | Enrique Bonet                            | Astiberri          | [ 12 ] |
| Millor dibuix          | Los Eternos nº 1: matar a un Dios    | Daniel Acuña                             | Panini             | [ 12 ] |
| Millor revista         | Dolmen                               | diversos                                 | Dolmen             | [ 12 ] |
| Millor fanzine         | El Cuaderno de Tesla                 | diversos                                 |                    | [ 12 ] |
| Millor divulgació      | -                                    | Jordi Ojeda                              | -                  | [ 12 ] |

## Programa cultural general
Com d'habitud, el Saló va oferir taules rodones i conferències, presentacions de còmics i tallers. A més, dins del cicle de cinema Comicine es van projectar migmetratges i documentals sobre nous creadors audiovisuals relacionats amb el còmic. Per exemple, Creando Frau Tovarich, 24 horas, 24 páginas o The King & The Worst, un curtmetratge de ciència-ficció de 22 minuts de durada del director David Galan Galindo en el qual dos joves Jack Kirby i Ed Wood combaten junts vampirs i altres enemics en plena Segona Guerra Mundial.
Dues destacades presentacions, foren les pel·lícules sobre Manuel Vázquez i sobre Miguel Gallardo i la seva filla:
- El gran Vázquez. Pel·lícula d'Óscar Aibar amb Santiago Segura com a protagonista, interpretant al dibuixant de còmic Manuel Vázquez.

- María y yo. Documental dirigit per Félix Fernández de Castro. Es tracta d'una adaptació del còmic homònim de Miguel Gallardo, sobre l'autisme.

## Programa musical
| Data                | Hora     | Concert                                   |
| ------------------- | -------- | ----------------------------------------- |
| Dijous 6 de maig    | 18.00 h. | Los Tiki Phantoms                         |
| Dijous 6 de maig    | 19.00 h. | Susan's Red Nipples                       |
| Divendres 7 de maig | 18.30 h. | Concert de dibuix de Guillaume Trouillard |
| Divendres 7 de maig | 19.30 h. | Rumba Tarumba.                            |
| Dissabte 8 de maig  | 18.00 h. | Pepe Camacho & Muñeca de trapo            |
| Dissabte 8 de maig  | 19.00 h. | August Tharrats Trío                      |
| Diumengs 9 de maig  | 17.30 h. | Melodrama                                 |
| Diumengs 9 de maig  | 18.30 h. | Sidonie                                   |